# غينكي أوما
غينكي أوما (باليابانية: 大前 元紀) (10 ديسمبر 1989 في يوكوهاما في اليابان – )؛ هو لاعب كرة قدم ياباني سابق كان يلعب كمهاجم.

## وصلات خارجية
- غينكي أوما على موقع رابطة كرة القدم اليابانية للمحترفين (اليابانية)
- غينكي أوما على موقع قاعدة بيانات كرة القدم.إي يو (الإنجليزية)
- غينكي أوما على موقع Soccerway.com (الإنجليزية)
- غينكي أوما على موقع عالم كرة القدم.نت (الإنجليزية)
- غينكي أوما على موقع كووورة
- غينكي أوما على موقع AS.com (الإسبانية)